# دهستان جلوگیر
جلوگیر دهستانی از توابع بخش بالاگریوه  شهرستان پلدختر در استان لرستان ایران است.

## جمعیت
براساس سرشماری سال ۱۳۹۵ جمعیت آن ۳٬۸۹۶ نفر (۱٬۰۷۵ خانوار) بوده‌است.